# Reino de Tungning
Reino de Tungning (chinês tradicional: 東寧王國, chinês simplificado: 东宁王国, pinyin: Dōngníng Wángguó) ou Reino de Formosa foi um regime que governou a parte do sudoeste da ilha Formosa entre 1661 e 1683. Foi fundado por Koxinga (Zheng Chenggong ) como parte do movimento para restaurar a dinastia Ming na China depois que ela foi derrubada pela dinastia Qing. Koxinga esperava recuperar o continente chinês dos manchus usando a ilha como uma base de operações para se estabelecer e treinar suas tropas.

## Nomes
O Reino de Tungning também é conhecido como dinastia Zheng (chinês tradicional: 鄭氏王朝, chinês simplificado: 郑氏王朝, pinyin: Zhèngshì Wángcháo), Reino da Família Zheng (chinês tradicional: 鄭氏王國, chinês simplificado: 郑氏王国, pinyin: Zhèngshì Wángguó) ou 'Reino de Yanping (chinês tradicional: 延平王國, chinês simplificado: 延平王国, pinyin: Yánpíng Wángguó). Formosa era referida por Koxinga como Tungtu (chinês simplificado: 东 都; tradicional chinesa: 東 都; pinyin: Dongdu). No Ocidente, era conhecido como Reino de Taiwan e o período do regime é por vezes referido como dinastia Koxinga.